# Thargomindah Airport
Thargomindah Airport är en flygplats i Australien. Den ligger i kommunen Bulloo och delstaten Queensland, omkring 910 kilometer väster om delstatshuvudstaden Brisbane.
Trakten runt Thargomindah Airport är nära nog obefolkad, med mindre än två invånare per kvadratkilometer.. Närmaste större samhälle är Thargomindah, nära Thargomindah Airport.
Omgivningarna runt Thargomindah Airport är i huvudsak ett öppet busklandskap. Genomsnittlig årsnederbörd är 331 millimeter. Den regnigaste månaden är mars, med i genomsnitt 100 mm nederbörd, och den torraste är oktober, med 2 mm nederbörd.